# 圣皮埃尔拉弗耶
圣皮埃尔拉弗耶（法語：Saint-Pierre-Lafeuille，法語發音：[sɛ̃ pjɛʁ lafœj]）是法国洛特省的一个市镇，位于该省西南部，省会卡奥尔市区以北，属于卡奥尔区。

## 地理
圣皮埃尔拉弗耶（44°31'25"N, 1°27'14"E）面积8.52 平方千米，位于法国奧克西塔尼大區洛特省，该省份为法国西南部内陆省份，北起顺时针与科雷兹省、康塔爾省、阿韦龙省、塔恩-加龙省、洛特-加龍省和多尔多涅省接壤。
与圣皮埃尔拉弗耶接壤的市镇（或旧市镇、城区）包括：贝勒丰-拉罗兹、卡奥尔、卡拉马讷、马克苏。

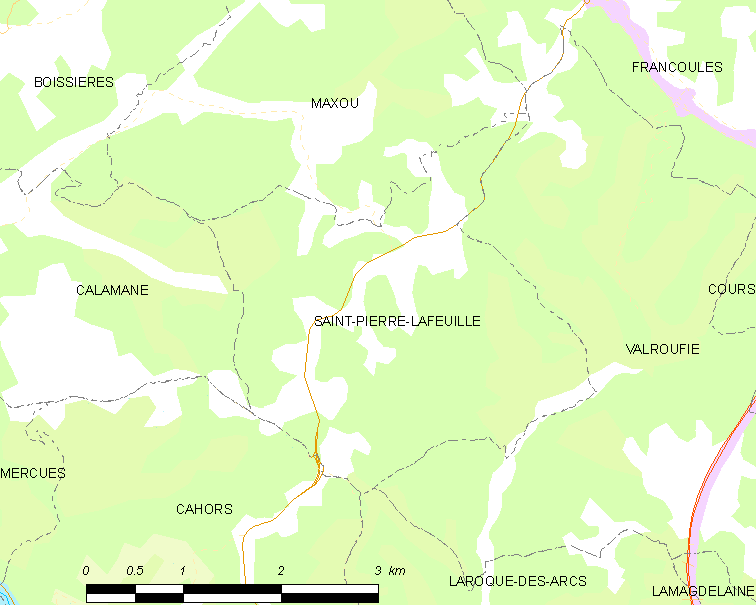
圣皮埃尔拉弗耶的OSM定位图

圣皮埃尔拉弗耶的时区为UTC+01:00、UTC+02:00（夏令时）。

## 行政
圣皮埃尔拉弗耶的邮政编码为46090，INSEE市镇编码为46340。

## 政治
圣皮埃尔拉弗耶所属的省级选区为科斯和布里亚讷县。

## 人口

1962-2008年间圣皮埃尔拉弗耶人口变化图示

圣皮埃尔拉弗耶于2022年1月1日时的人口数量为398人。